# Omi
Omar Samuel Pasley (May Pen, Jamaica, 3 de setembre de 1986), conegut pel seu nom artístic Omi (estilitzat OMI), és un cantant i compositor jamaicà.
Omi des de molt jove va mostrar passió per la música sent influenciat pel seu pare, un artista.1 En ingressar a l'escola secundària, Omi va començar a interessar-se en la música rap, així, juntament amb els seus companys de classe va començar a rapejar. Als catorze anys va compondre les seves primeres cançons. Diversos dels seus afins, en percebre interés d'Omi per la música, el van motivar a gravar les seves composicions. El 2012 Omi va llançar diversos senzills, però no és fins a 2014 i 2015 que obté fama mundial amb una remescla d'un dels seus temes anomenat «Cheerleader», realitzada pel discjòquei alemany Felix Jaehn, que s'ha situat en la posició		número u en més de vint llistes musicals de diferents territoris,		entre els quals inclou el Regne Unit, Estats Units, Canadà, Itàlia, França, Alemanya i Austràlia. El seu àlbum d'estudi debut, Me 4 U, es va llançar el 16 d'octubre de 2015.

## Biografia i carrera artística

### 1986-2012: infància i inicis de la seva carrera
Omi va néixer com Omar Samuel Pasley el 3 de setembre de 1986 a May Pen, una localitat rural a la Parròquia de Clarendon a Jamaica. És el quart i últim fill dels jamaicans Rachel i Kenroy Pasley, un artista visual i cantautor que va ser conegut artísticament com a Jah Ken. Kenroy va morir d'emfisema quan Omi tenia nou anys.
Des de molt jove va mostrar interès per la música i l'art gràcies al seu pare. qui va ser una gran influència per a ell. Omi sempre va desitjar ser un intèrpret com ell i, així, quan Kenroy va morir Omi es va dedicar totalment a la música amb el propòsit de mantenir a unida a la seva família. Ell va realitzar mostres escèniques en esglésies, en concerts escolars i en espectacles locals. Omi va assistir a l'escola primària de maig Pen, i en ingressar a l'escola Secundària Garvey Maceo, a la dècada de 1990, es va destacar com un raper i ballarí a l'hora del pati, influenciat pels artistes de rap Eminem, Biggie i Tupac. 2000, als catorze anys, va començar a compondre cançons, seus afins, que estaven fascinats amb les seves lletres, van notar en ell una gran passió per l'art, així que el van animar a gravar les seves composicions. Omi va quedar «fascinant» amb els resultats de les gravacions, encara que majorment amb el contingut de les lletres. En aquest llavors, va començar a inspirar-se en altres artistes com John Legend i Nat King Cole.
Al voltant de 2007 i 2008, es va establir a Kingston on va continuar amb els seus enregistraments, i va ser llavors quan va compondre «Cheerleader». El 2009, es va reunir amb l'empresari Clifton «Specialist» Dillon, i va signar un contracte amb el seu segell, Oufah Mitjana, una companyia discogràfica independent jamaicana. Omi va obtenir el seu propi estudi de gravació a Kingston i es va dedicar completament a la seva carrera musical. el seu nom artístic, «Omi», és simplement el sobrenom amb què el seu pare solia cridar-lo per reduir el seu nom real, Omar. el 2011, va llançar el seu senzill de debut «Standing on All Threes» a través d'Oufah; el tema va ser promocionat amb un vídeo musical. Posteriorment en 2012 va posar en venda la versió original de «Cheerleader», juntament amb un videoclip que va filmar a Oregon, Estats Units. Segons Omi, «ni tan sols se suposava que era una cançó», i que, en aquell moment, només comptava amb «dues estrofes i una tornada». Quan Dillon, el seu mànager, la va escoltar, va comentar que podria ser un èxit rotund que se situaria en la primera posició de diverses llistes musicals, així que, juntament amb Omi, va escriure un nou vers i van crear el ritme per a la cançó. el tema va tenir un èxit moderat a Hawaii i Jamaica. tot i haver tingut diversos èxits a Jamaica com «Take It Easy», «Fireworks» i «Color of My Lips» amb Busy Signal, mai va llançar un àlbum.

### 2013-2015: revelació i èxit internacional amb remescla deCheerleader
El 2015 Omi va interpretar Cheerleader en un concert de la gira The 1989 World Tour de Taylor Swift en Califòrnia.
A l'abril de 2013, Patrick Moxey, president del segell Ultra, va escoltar a la ràdio «Cheerleader»; va quedar encantat, i també després de conèixer el productor de la cançó, Dillon, va oferir remesclar-la. El cantant Salaam Remi volia rellançar el tema, però després es va unir a Moxey i Dillon amb el propòsit de promoure a «Cheerleader» a través d'Ultra. Omi va signar amb Ultra, ia inicis de 2014, el segell va encarregar dues remescles de la cançó, una de Ricky Blaze i l'altra de Felix Jaehn, un DJ i productor alemany. no obstant això, el segell únicament es va quedar amb la versió house de Jaehn, ja que el so caribeny de l'edició de Blaze no s'allunyava molt al de la versió original. Omi va quedar fascinat amb el tema, i va reconèixer que Jaehn va millorar la cançó en innovar el seu so «sense [molts] adorns», centrant-se en la conga, el piano i la trompeta.
En un article per a The Father, el reporter Sargent Jordan va expressar que, Omi amb «Cheerleader» «representa una nova realitat per a la música pop mundial». Després del llançament de «Cheerleader», es va situar en la primera posició de la llista de les cançons més reproduïdes a Spotify a Suècia, on està certificada sis vegades platí. Posteriorment la cançó va esdevenir un èxit al continent europeu, en encapçalar les llistes musicals d'Alemanya, Àustria, Dinamarca, Itàlia i França, país en el qual va fer història en obtenir la major quantitat de streaming en una setmana. El tema també va obtenir la posició número u en la llista musical d'Austràlia. «Cheerleader» va encapçalar més de vint llistes d'èxits diferents, així mateix va figurar com una de les cançons més buscades en Shazam i v a obtenir el lloc número en cinquanta-cinc mercats diferents d'iTunes en diversos països.
El març de 2015 es va formar un acord amb Syco Music, un segell del britànic Simon Cowell, per promoure i distribuir la cançó al Regne Unit. Després que Cowell va interpretar a «Cheerleader» a Capital FM i va llançar un vídeo amb lletres en YouTube a l'abril, es va situar en la posició 1 de la llista de senzills britànica a inicis de maig durant quatre setmanes consecutives, el que va convertir a Omi en l'artista jamaicà amb la major quantitat de setmanes en la número u de la llista. en el reporti de vendes de cançons dels primers sis mesos de l'any, «Cheerleader» va figurar com la segona més venuda al Regne Unit i en el de cap d'any de 2015, va aparèixer com la segona cançó més venuda per 1.5 milió de còpies. als Estats Units, «Cheerleader» va debutar en el lloc 95 del Billboard Hot 100 a principis de maig de 2015, i a mitjans de juliol va obtenir la primera posició de la llista, on va perdurar en total sis setmanes no consecutives. la revista Billboard la va nomenar «millor cançó de l'estiu» de 2015; en els MTV Video Music Awards de 2015 i Teen Choice Awards 2015 va estar nominada a la millor cançó de l'estiu, respectivament. Omi va debutar a la televisió nord-americana el 14 de juliol de 2015, amb actuacions a Good Morning America i The Tonight Show Starring Jimmy Fallon Per l'agost, les vendes de «Cheerleader» superaven els dos milions de còpies, només al territori estatunidenc.
El 29 agost de 2015 Omi va interpretar «Cheerleader» en un espectacle de la gira The 1989 World Tour de Taylor Swift que es va dur a terme a San Diego, Califòrnia. Al setembre, Omi va posar en venda els senzills «Hula Hoop» i «Stir It», per promocionar el seu elapé debut. «Hula Hoop» va tenir un èxit moderat a Suècia i Alemanya, en ingressar en la posició número tres i en la vuit de les de popularitat d'aquests territoris, respectivament. El 16 d'octubre de 2015 es va publicar Em 4 U, àlbum d'estudi debut d'Omi, a través d'Ultra Records i Columbia Records, respectivament. El disc va tenir un èxit moderat al Canadà i Suècia, on va ingressar a les posicions 09:18 respectivament, i als Estats Units va tenir una rebuda sota l'ingressa en la posició 51 del Billboard 200 per 9000 còpies venudes
Omi va realitzar una posada en escena en els BBC Music Awards de 2015 que es van dur a terme el 10 de desembre al Regne Unit, en aquesta cerimònia «Cheerleader» va estar nominada al guardó cançó de l'any.

## Art

### Influències
Durant la seva infantesa, l'OMI inspirada pel seu pare, i després de la seva mort, va decidir "seguir passos" com un interprete. en la dècada de 1990, va ser influenciat pels artistes del rap Eminem, Tupac Biggie. funció de l'OMI, un company de classe induït per escoltar l'àlbum quatre de Eminem, The Eminem Show (2002), dels quals va esdevenir un aficionat, diu que "Eminem és un gran lletrista" i reconeix com a influència a les seves composicions. Entre vint i dinou anys que va començar a escoltar artistes ànima com John Legend, Nat King Cole, Tanya Stephens, Bob Marley i Sam Cooke, que han inspirat la cantante.

### Veu
Greene Walter, de The New York Carib News, sosté que «el timbre	de la seva veu és suau, brillant i convincent», al seu torn va destacar que és un bon compositor.

## Discografia
| Data de llançament   | Títol  | Ventes       | Llistes musicals |
| Data de llançament   | Títol  | Estats Units | EUA 33           |
| -------------------- | ------ | ------------ | ---------------- |
| 16 d'octubre de 2015 | Me 4 U | 9000 32      | 51               |

## Premis i nominacions
| Any  | Premi                   | Categoria                        | Nominat       | Resultat  | Ref. |
| ---- | ----------------------- | -------------------------------- | ------------- | --------- | ---- |
| 2015 | MTV Video Music Awards  | Cançó de l'estiu                 | «Cheerleader» | Nominat   |      |
| 2015 | Billboard               | Cançó de l'estiu                 | «Cheerleader» | Guanyador |      |
| 2015 | MOBO Awards             | Millor artista reggae            | Omi           | Nominat   | 36   |
| 2015 | NRJ Music Awards        | Revelació internacional de l'any | Omi           | Nominat   | 37   |
| 2015 | NRJ Music Awards        | Cançó internacional de l'any     | «Cheerleader» | Nominat   | 37   |
| 2015 | Teen Choice Awards 2015 | Millor cançó de l'estiu          | «Cheerleader» | Nominat   | 24   |
| 2015 | Danish Music Awards     | Èxit internacional de l'año      | «Cheerleader» | Guanyador | 38   |
| 2015 | BBC Music Awards        | Cançó de l'any                   | «Cheerleader» | Nominat   | 35   |